# 시모미이토촌
시미미이토촌(일본어: 下御糸村)은 일본 미에현 다키군에 설치되었던 촌이다. 현재의 메이와정에 해당한다.